# MP2
MP2 (ang. MPEG-1 Audio Layer-2) – format stratnej kompresji dźwięku.
Używany jest w rozgłośniach radiowych, ponieważ w porównaniu z MP3 oferuje znacznie lepszą jakość dźwięku, równocześnie wymagając mniej przestrzeni dyskowej niż Wave PCM. Jest on również obowiązującym formatem dźwięku na płytach Video CD i Super Video CD, oraz jednym z formatów dopuszczalnych na płytach DVD-Video.
Najpopularniejszymi programami służącymi do odsłuchiwania plików MP2 są Winamp (na platformach Windows i macOS) oraz XMMS (w Linuksie).